# 천안 광덕사 조선사경
천안 광덕사 조선사경(天安 廣德寺 朝鮮寫經)은 대한민국 충청남도 천안시 동남구 광덕사에 있는, 조선시대의 사경이다. 1984년 5월 17일 충청남도의 문화재자료 제260호 광덕사소장유물로 지정되었다가, 1997년 6월 12일 대한민국의 보물 제1247호로 승격 지정되었다.

## 개요
천안 광덕사에 전해지는 사경(寫經)이다. 사경이란 불경의 내용을 정성스럽게 옮겨 적고, 화려하게 장식하여 꾸민 것을 말한다. 백지에 먹으로 쓴 '부모은중경'과 '장수멸죄호제동자다라니경'으로 병풍처럼 펼쳐서 볼 수 있는 형태이다.
부모은중경은 부모의 은혜를 크게 10가지로 나누어 설명하고 은혜를 갚기 위해 공양하며 경전을 읽고 외울 것을 권장하고 있다. 다른 경전과 달리 각 내용에 따른 그림이 그려져 있는 것이 특징이다.
장수멸죄호제동자다라니경은 부처의 힘을 빌리거나 수행을 통해 모든 죄악을 없애고 장수하는 법에 대한 가르침이다.
부모은중경의 끝에 남은 기록을 통해 조선 태종의 둘째 아들 효령대군(1396~1486)이 부인·아들과 함께 사주하여 만든 책임을 알 수 있다. 조선 전기 불교 진흥에 큰 역할을 했던 효령대군의 불교신앙을 살펴볼 수 있으며, 불교 문화사 및 서지학 연구에 귀중한 자료이다.

## 같이 보기
- 광덕사
- 효령대군

## 참고 자료
- 천안 광덕사 조선사경 - 국가유산청 국가유산포털